# Alfred Poland
Alfred Poland (Londra, 1822 – Londra, 1872) è stato un medico e chirurgo britannico.

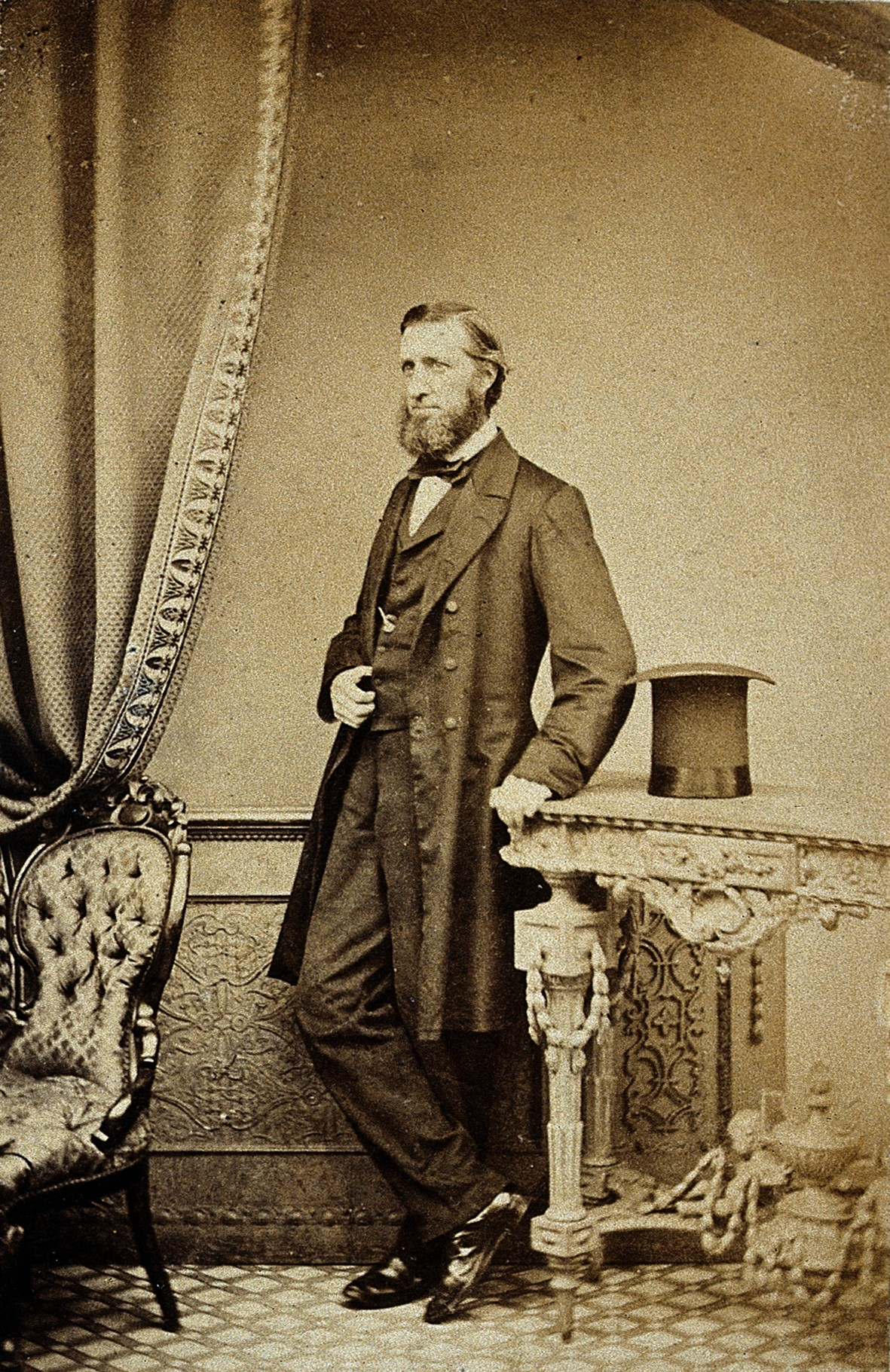

A lui si deve la prima descrizione sistematica di una rara malformazione caratterizzata dalla totale o parziale assenza del muscolo pettorale e di strutture muscolo-scheletriche adiacenti, che da lui prenderà il nome di sindrome di Poland.

## Biografia
Nato e cresciuto a Londra, si trasferì ripetutamente seguendo il padre, proseguendo la sua istruzione oltre che nella capitale inglese anche a Parigi e Francoforte.
Iscrittosi al King's College e ultimati gli studi in medicina, nel 1849 divenne assistente chirurgo presso la clinica oftalmologica del Guy's Hospital e successivamente nel 1861 chirurgo effettivo. Proprio in quell'anno tuttavia decise di abbandonare la chirurgia a causa della propria salute cagionevole (dovuta alla tubercolosi), esercitando la pratica clinica sporadicamente su pochi pazienti, morendo prematuramente nel 1872.
La descrizione della sindrome malformativa che prenderà il suo nome avviene per la prima volta nel 1841, quando Poland pubblicò un articolo intitolato "Deficiency of the pectoral muscles" ("Assenza dei muscoli pettorali"), dove veniva analizzato un caso specifico di malformazioni multiple congenite a livello toracico. Tale sindrome tuttavia prenderà la denominazione attuale solo nel 1962, quando il chirurgo britannico Patrick Wensley Clarkson dopo aver operato un caso simile a quello descritto da Poland darà credito a quest'ultimo della scoperta per la prima volta.